# Hogna maurusia
Hogna maurusia är en spindelart som först beskrevs av Simon 1909.  Hogna maurusia ingår i släktet Hogna och familjen vargspindlar.
Artens utbredningsområde är Marocko. Inga underarter finns listade i Catalogue of Life.